# Stazione di Kachigawa
La stazione di Kachigawa (勝川駅?, Kachigawa-eki) e una stazione ferroviaria situata nella città di Kasugai, nella prefettura di Aichi in Giappone. La stazione e gestita dalla JR Central e serve la linea principale Chūō e la linea Jōhoku, di Tōkai Trasporti, sussidiaria della JR Central.

## Linee
JR Central
■ Linea principale Chūō
Tōkai Trasporti
〓 Linea Jōhoku

## Struttura

### Stazione JR Central
La stazione è costituita da due marciapiedi laterali con 2 binari in superficie.
| 1 | ■ Linea principale Chūō | per Tajimi e Nakatsugawa |
| 2 | ■ Linea principale Chūō | per Ōzone e Nagoya       |

### Stazione Johoku
La stazione è dotata di un solo marciapiede laterale servente un binario, ed è capolinea della linea.
| 1 | 〓 Linea Jōhoku | per Biwajima |

## Stazioni adiacenti
| ≪                     | Servizio              | ≫                     |
| Linea principale Chūō | Linea principale Chūō | Linea principale Chūō |
| --------------------- | --------------------- | --------------------- |
| Kasugai               | Locale                | Shin-Moriyama         |
| Kasugai               | Rapido                | Ōzone                 |
| L'Homeliner non ferma |                       |                       |
| Linea Jōhoku          |                       |                       |
| Ajiyoshi              | Locale                | Capolinea             |